# Grójec (stad)
Grójec is een stad in het Poolse woiwodschap Mazovië, gelegen in de powiat Grójecki. De oppervlakte bedraagt 8,52 km², het inwonertal 14.875 (2005).

## Verkeer en vervoer
- Station Grójec